# Dagneux
Dagneux est une commune française située au sud du département de l'Ain, en Auvergne-Rhône-Alpes. La commune appartient à l'arrondissement de Bourg-en-Bresse (arrondissement de Trévoux avant sa suppression en 1926), au canton de Meximieux et à l'unité urbaine de Lyon. Elle est dotée d'un tissu industriel de premier plan.
Dagneux est « Village fleuri - Une fleur ».
Ses habitants s'appellent les Dagnards et les Dagnardes.

## Géographie

### Localisation
Située dans la Côtière, la Commune est traversée par la rivière, le Cottey. Dagneux est située à environ 20 km de Lyon et à environ 85 km de Saint-Étienne.

### Climat
Pour des articles plus généraux, voir Climat d'Auvergne-Rhône-Alpes et Climat de l'Ain.
En 2010, le climat de la commune est de type climat océanique dégradé des plaines du Centre et du Nord, selon une étude du CNRS s'appuyant sur une série de données couvrant la période 1971-2000. En 2020, Météo-France publie une typologie des climats de la France métropolitaine dans laquelle la commune est dans une zone de transition entre le climat semi-continental et le climat de montagne et est dans la région climatique Bourgogne, vallée de la Saône, caractérisée par un bon ensoleillement (1 900 h/an), un été chaud (18,5 °C), un air sec au printemps et en été et des vents faibles.
Pour la période 1971-2000, la température annuelle moyenne est de 12 °C, avec une amplitude thermique annuelle de 18,2 °C. Le cumul annuel moyen de précipitations est de 945 mm, avec 10,1 jours de précipitations en janvier et 7,1 jours en juillet. Pour la période 1991-2020, la température moyenne annuelle observée sur la station météorologique de Météo-France la plus proche, « Lyon-Saint-Exupery », sur la commune de Colombier-Saugnieu à 16 km à vol d'oiseau, est de 12,8 °C et le cumul annuel moyen de précipitations est de 862,5 mm,. Pour l'avenir, les paramètres climatiques de la commune estimés pour 2050 selon différents scénarios d'émission de gaz à effet de serre sont consultables sur un site dédié publié par Météo-France en novembre 2022.

### Voies de communication et transports

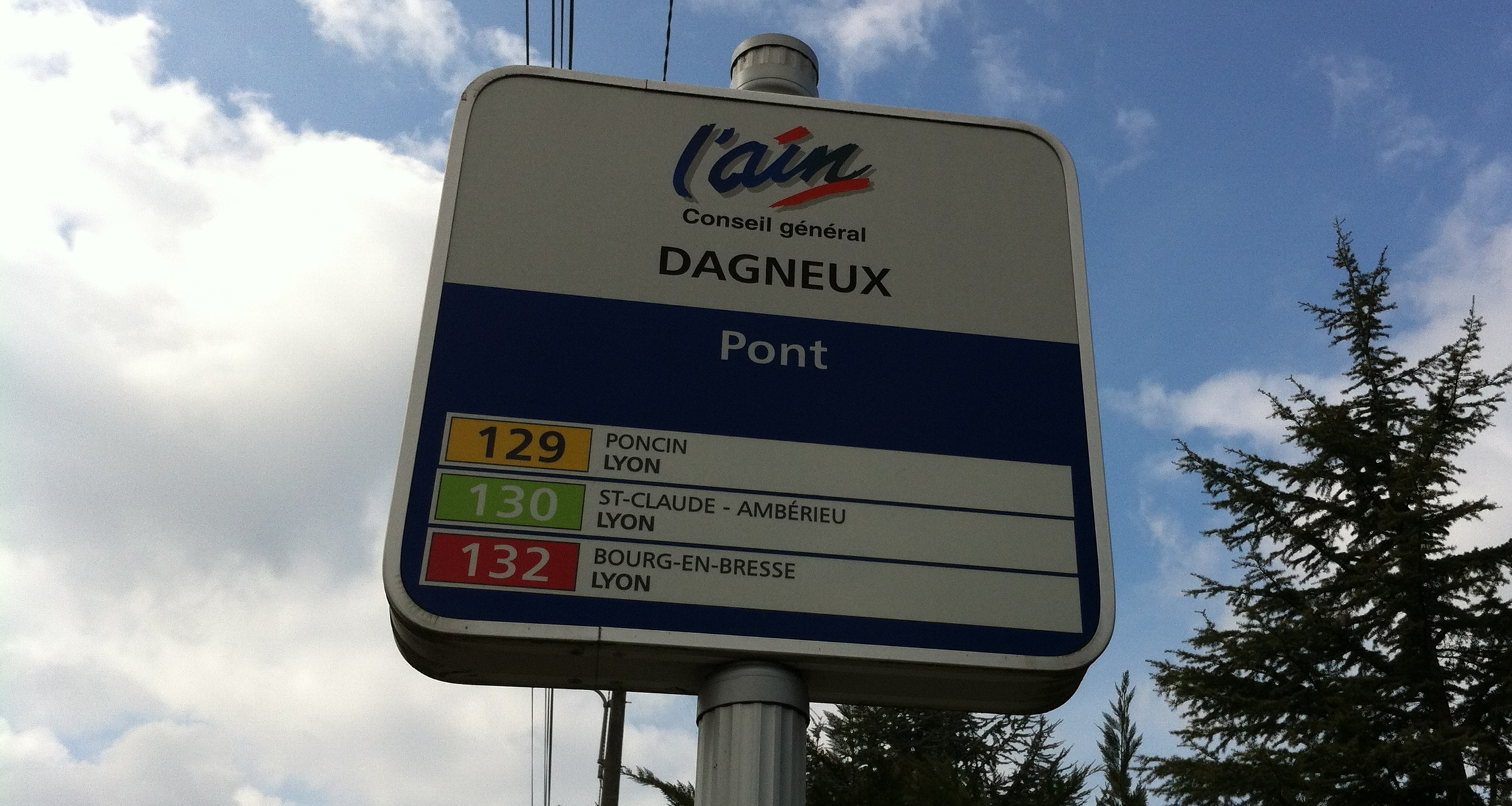
Arrêt des cars de l’Ain.

Les cars de l'Ain ont plusieurs arrêts sur le territoire communal.

## Urbanisme

### Typologie
Au 1er janvier 2024, Dagneux est catégorisée centre urbain intermédiaire, selon la nouvelle grille communale de densité à 7 niveaux définie par l'Insee en 2022.
Elle appartient à l'unité urbaine de Lyon, une agglomération inter-départementale dont elle est une commune de la banlieue,. Par ailleurs la commune fait partie de l'aire d'attraction de Lyon, dont elle est une commune de la couronne,. Cette aire, qui regroupe 397 communes, est catégorisée dans les aires de 700 000 habitants ou plus (hors Paris),.

### Occupation des sols
L'occupation des sols de la commune, telle qu'elle ressort de la base de données européenne d’occupation biophysique des sols Corine Land Cover (CLC), est marquée par l'importance des territoires artificialisés (42,8 % en 2018), en augmentation par rapport à 1990 (26,8 %). La répartition détaillée en 2018 est la suivante : 
zones urbanisées (25,1 %), zones agricoles hétérogènes (23,3 %), terres arables (19,1 %), zones industrielles ou commerciales et réseaux de communication (17,4 %), forêts (14,8 %), mines, décharges et chantiers (0,3 %).
L'évolution de l’occupation des sols de la commune et de ses infrastructures peut être observée sur les différentes représentations cartographiques du territoire : la carte de Cassini (XVIIIe siècle), la carte d'état-major (1820-1866) et les cartes ou photos aériennes de l'IGN pour la période actuelle (1950 à aujourd'hui).

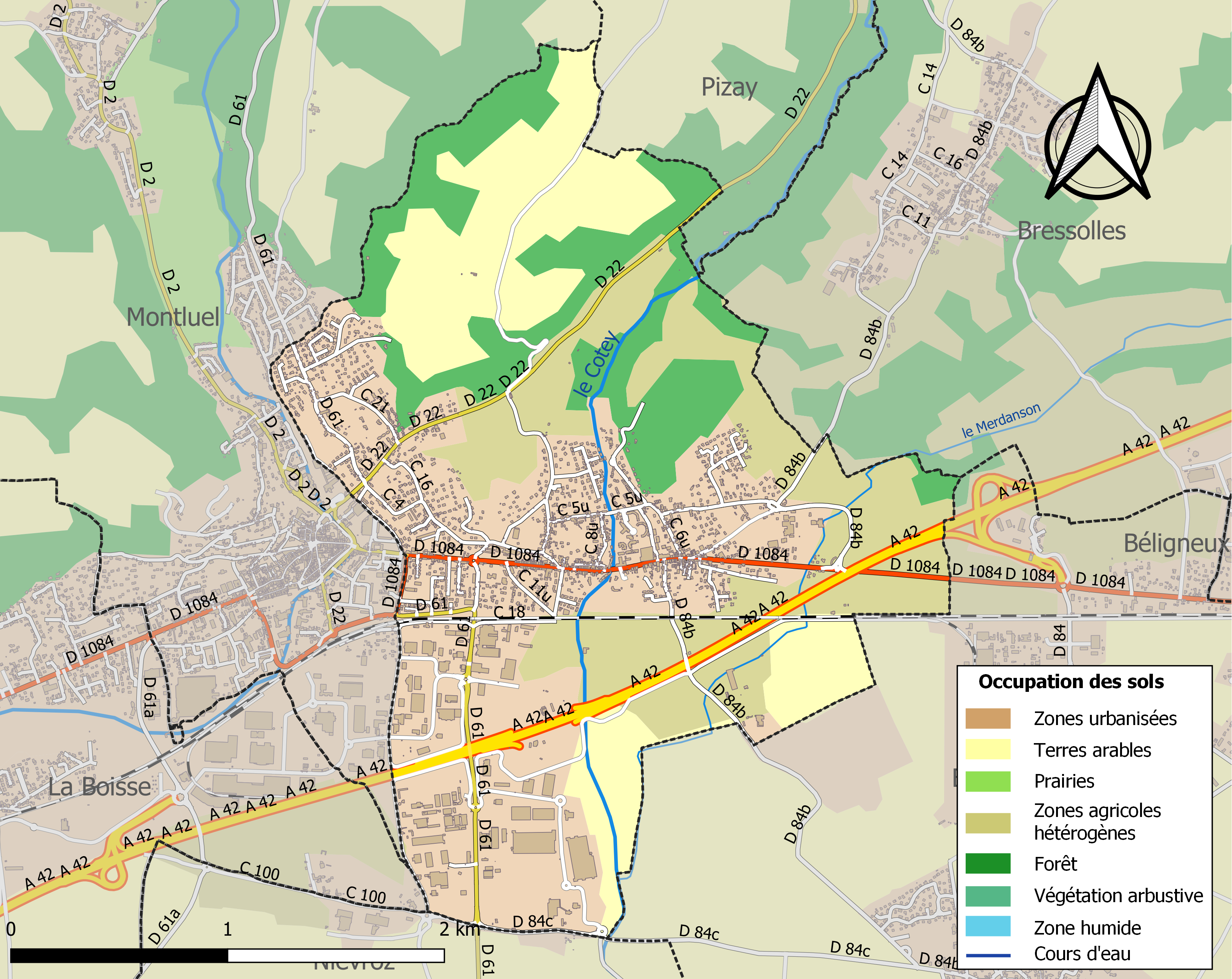
Carte des infrastructures et de l'occupation des sols de la commune en 2018 (CLC).

### Hameaux et lieux-dits
Carouge, Carré, le Châtel, la Croix, la Croix Blanche, Écorcheloup, Grange-Boule, les Granges, les Irandes, le Molard, Montaplan.

## Toponymie
On retrouve des documents concernant la paroisse Saint-Nizier de Dagneux depuis 885, où la commune est appelée Dagnacum. Appellations successives : Dagniacum (885), Dagniacus (892), Dagniaco (1103), Danniacus (1103), Daignius (1199), Dagnieu (1236), Danneu (ca 1250), Dagneu (1250), Daigneu (1255), Daigniacus (1263), Dagnieu (1577), Dagnieux (1794), Dagneux (1830).

## Histoire

### Du Moyen Âge à la Révolution
Alors qu'elle est encore la principale paroisse du secteur, elle est réunie à celle de Notre-Dame des Marais (Montluel) lorsque celle-ci est érigée en collégiale à la demande du seigneur de Montluel. Dans certains documents notariés on retrouve encore l'appellation église Notre-Dame des Marais dépendant de l'église Saint-Nizier de Dagneux jusqu'au milieu du XVIIIe siècle.
Sous l'Ancien Régime, Dagneux faisait partie du mandement de Montluel, subdélégation de Trévoux, bailliage, de l'élection de Bourg et de l'intendance de Dijon.
En 1792, lors de la création des communes, elle est rattachée à la grande commune de Montluel, en même temps que les paroisses de Saint-Étienne, Saint-Barthélémy, Jailleux, Romanêche et même La Boisse. Alors que cette dernière recouvre très rapidement son indépendance, il faudra attendre un décret de Charles X, en 1829, pour que Dagneux recouvre son identité propre.
C'est pendant cette période d'annexion que nombre de Dagnards ont joué de leurs relations pour obtenir que Dagneux puisse enfin avoir de nouveau un curé desservant (au lieu d'un vicaire occasionnel) et surtout une administration communale propre, empêchant ainsi de faire bénéficier Montluel des recettes d'impôts des habitants de Dagneux sans que ce hameau en soit bénéficiaire. Parmi ces défenseurs acharnés, on pouvait compter la comtesse Ruolz de Mandelot, connue à l'époque pour ses poésies.
Le chapitre de Saint-Paul de Lyon nommait à la cure. L'église de Dagneux faisait partie des dotations primitives du siège métropolitain de Lyon qui en reçut confirmation le 15 juin 885 de Charles le Gros, puis le 18 mars 892 de Louis l'Aveugle, et au mois de mai 910 du pape Serge III. Le 25 juin 1103, l'archevêque Hugues la céda au chapitre de Saint-Paul. Dagneux formait une obédience de Saint-Paul qui y possédait des rentes nobles et des revenus considérables. Le curé percevait pour son entretien une partie des blés et la totalité de la paille des seigles de la dîme, en vertu d'une transaction de 1261. Au XIIIe siècle, il existait une récluserie de femmes.
D'un point de vue administratif, la paroisse de Dagneux dépendait de l'archiprêtré de Chalamont, du chapitre de Montluel (à partir de 1530), du diocèse de Lyon jusqu'en 1823 puis de celui de Belley-Ars. Avant que la paroisse ne soit rattachée à celle de Montluel en 1988, le curé de Dagneux avait la charge de celles de Balan (1927-1957) puis de Bressolles (1957-1988). Dès lors, la commune connaîtra une renaissance qui lui apportera à la fois croissance et modernisation malgré le territoire réduit qui lui a été accordé en 1829.

### Seconde Guerre mondiale

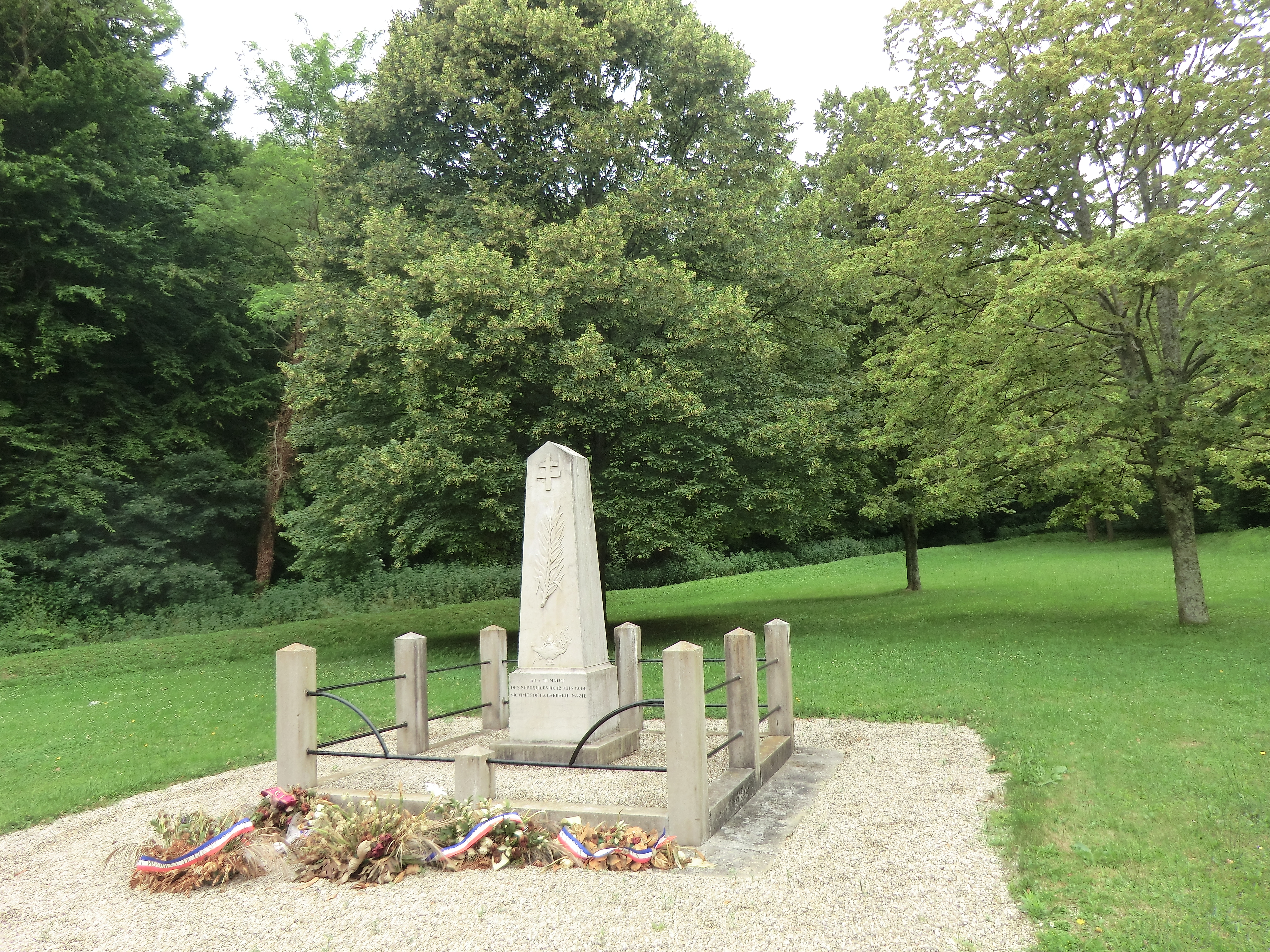
Vue du mémorial des vingt et un fusillés, à Dagneux.

Le 12 juin 1944, vingt et un prisonniers (dont une femme) de la prison Montluc sont fusillés à Dagneux. Sur le lieu de l'exécution (45° 51′ 59″ N, 5° 04′ 51″ E) est installé un mémorial.

## Population et société

### Démographie
L'évolution du nombre d'habitants est connue à travers les recensements de la population effectués dans la commune depuis 1831. Pour les communes de moins de 10 000 habitants, une enquête de recensement portant sur toute la population est réalisée tous les cinq ans, les populations de référence des années intermédiaires étant quant à elles estimées par interpolation ou extrapolation. Pour la commune, le premier recensement exhaustif entrant dans le cadre du nouveau dispositif a été réalisé en 2006.
En 2022, la commune comptait 4 741 habitants, en évolution de +0,74 % par rapport à 2016 (Ain : +5,15 %, France hors Mayotte : +2,11 %).
| 1831 | 1836 | 1841 | 1846 | 1851 | 1856 | 1861 | 1866 | 1872 |
| ---- | ---- | ---- | ---- | ---- | ---- | ---- | ---- | ---- |
| 902  | 902  | 899  | 916  | 881  | 875  | 904  | 979  | 952  |

| 1876  | 1881 | 1886 | 1891 | 1896 | 1901 | 1906 | 1911 | 1921 |
| ----- | ---- | ---- | ---- | ---- | ---- | ---- | ---- | ---- |
| 1 002 | 916  | 871  | 870  | 819  | 877  | 874  | 839  | 810  |

| 1926 | 1931 | 1936 | 1946  | 1954  | 1962  | 1968  | 1975  | 1982  |
| ---- | ---- | ---- | ----- | ----- | ----- | ----- | ----- | ----- |
| 880  | 995  | 998  | 1 105 | 1 181 | 1 150 | 1 372 | 1 817 | 2 091 |

| 1990  | 1999  | 2006  | 2011  | 2016  | 2021  | 2022  | - | - |
| ----- | ----- | ----- | ----- | ----- | ----- | ----- | - | - |
| 3 317 | 3 757 | 3 906 | 4 183 | 4 706 | 4 753 | 4 741 | - | - |

## Économie

### Revenus de la population et fiscalité
En 2010, le revenu fiscal médian par ménage était de 36 476 €, ce qui plaçait Dagneux au 5 504e rang parmi les 31 525 communes de plus de 39 ménages en métropole.

### Grandes entreprises
La commune abrite le siège social de 8 grandes entreprises (réalisant un chiffre d'affaires de plus de 10 M€)[réf. nécessaire]

### Commerces
Il existe une association loi de 1901 fondée le 28 septembre 2009, l’Union des commerçants et des artisans de Dagneux (Ucad).

## Culture et patrimoine

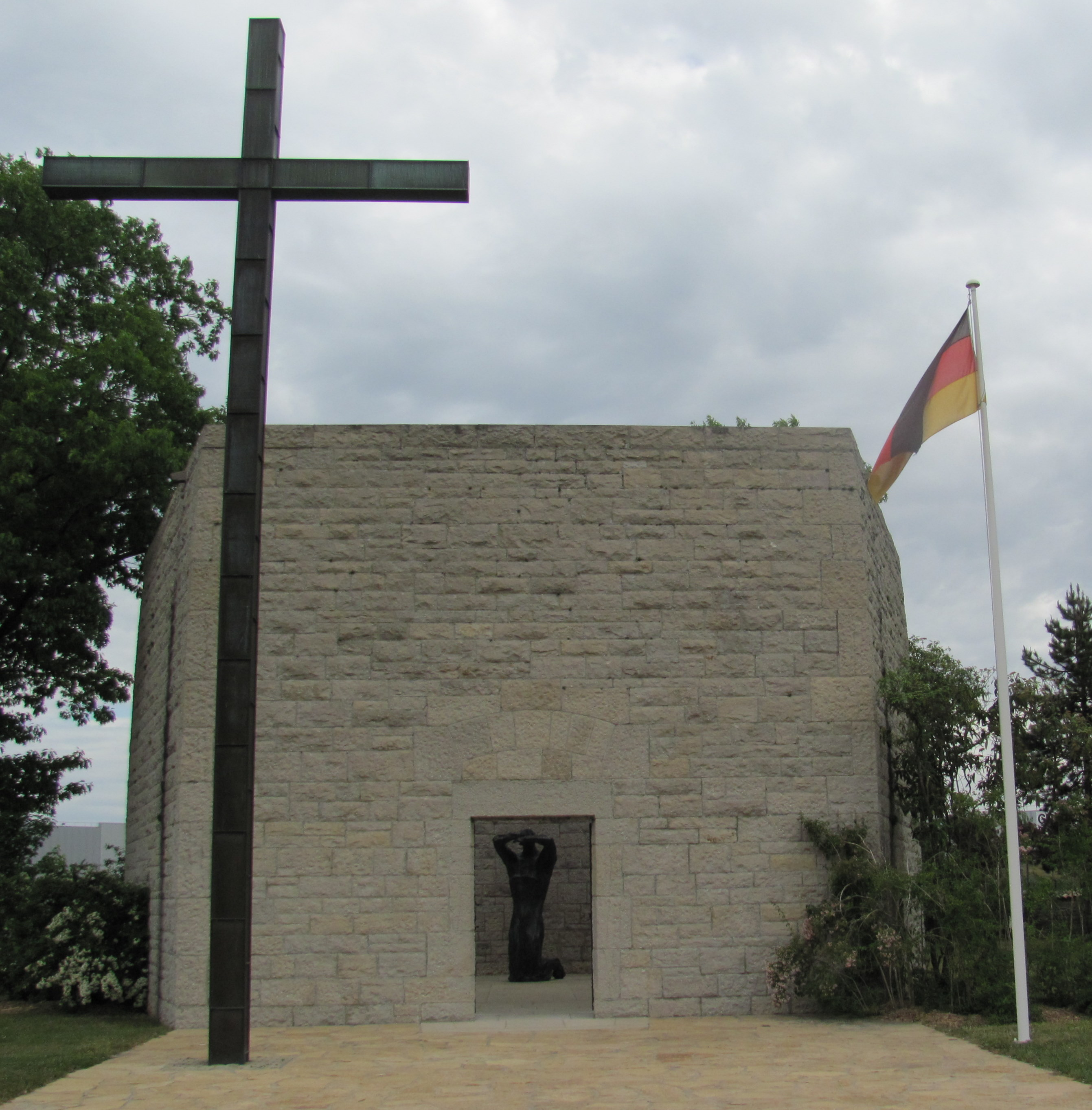
L'ossuaire du cimetière militaire allemand de Dagneux.

### Lieux et monuments

#### Monuments laïques
- Château Chiloup, maison forte qui a appartenu à la famille des seigneurs de Chiloup, dont le fief était sur le territoire de la paroisse de Dagneux. Il est actuellement la propriété de la mairie qui n'a pas encore décidé de son sort, mais souhaite le remettre en valeur.
- Maison de Martin Dumollard, dont le célèbre tueur de bonnes a été le locataire au milieu du XIXe siècle, et où il a sévi.
- Le cimetière militaire allemand, en allemand : Deutscher Soldaten Friedhof, situé à quelques centaines de mètres du mémorial juif, couvre 4,5 ha. Ce cimetière a été aménagé en 1952 par les autorités françaises. Il est ensuite élargi et aménagé dans sa forme actuelle par le Service pour l'entretien des sépultures militaires allemandes (SESMA). Le cimetière regroupe les soldats morts dans la Seconde Guerre mondiale inhumés dans le Sud de la France. La plupart ont été tués après le débarquement de Provence. Près de 20 000 soldats allemands sont inhumés dans ce cimetière.

#### Monuments religieux

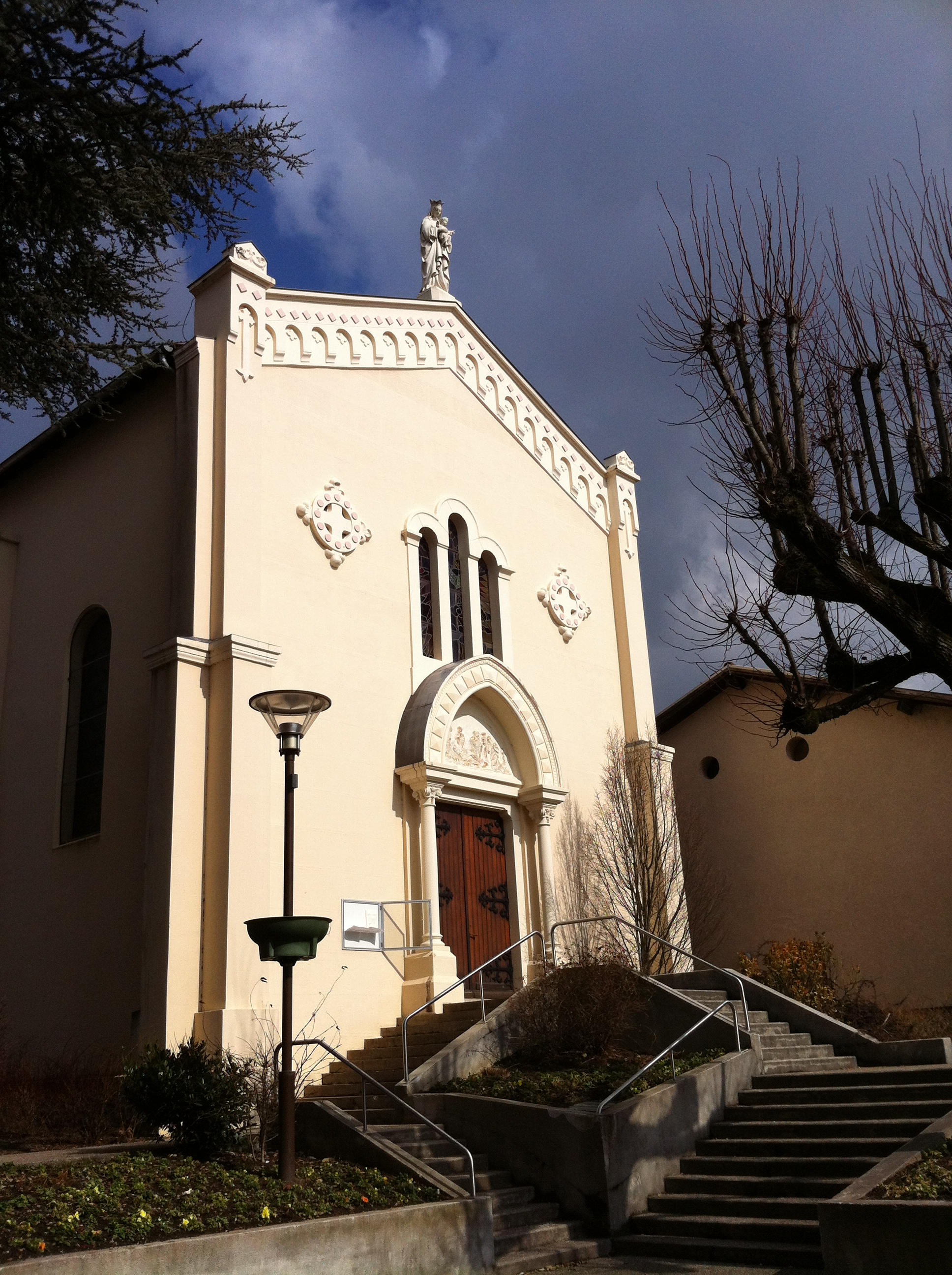
Entrée de la nouvelle église Saint-Nizier.

- Église Saint-Nizier, datant du IXe siècle (d'abord dédiée à saint Martin) a été détruite dans les années 1960 alors qu'elle devenait dangereuse par ses risques d'écroulement.
- Nouvelle église Saint-Nizier, construite au début du XXe siècle.
- La croix de pierre qui avait été érigée au XIXe siècle à la mémoire des jeunes femmes mortes des exactions de Martin Dumollard, dont il ne reste rien ou presque.

### Espaces verts et fleurissement
En 2014, la commune de Dagneux bénéficie du label « ville fleurie » avec « une fleur » attribuée par le Conseil national des villes et villages fleuris de France au concours des villes et villages fleuris.

### Patrimoine naturel
- Lac Neyton, ancienne source dont les eaux ont été très célèbres et reconnues à travers le monde. Elles faisaient le bonheurs des curistes venant du monde entier. Cette source a été aménagée en lac au XXe siècle offrant aujourd'hui une bonne place pour les loisirs de plein air.
- Le Cottey, est une rivière coupant Dagneux en deux. Le Cottey prend sa source dans le Grand Étang du Vernay, 01800 Joyeux & se jette dans le Rhône (canal de Miribel). La longueur de son cours d'eau est de 17,6 kilomètres.
- Le Merdanson, est un ruisseau passant à Dagneux ; il prend sa source à Béligneux (01360) et se jette dans le Cottey.

### Héraldique
| Blason de Dagneux | Blason  | Tranché, au premier de gueules à une grappe de raisin feuillée de sinople et fruitée d'azur, au second d'azur à deux épis de blé d'or feuillés et tigés d'argent, à la cotice d'argent brochant sur la partition. |
| Blason de Dagneux | Détails | |

### Personnalités liées à la commune

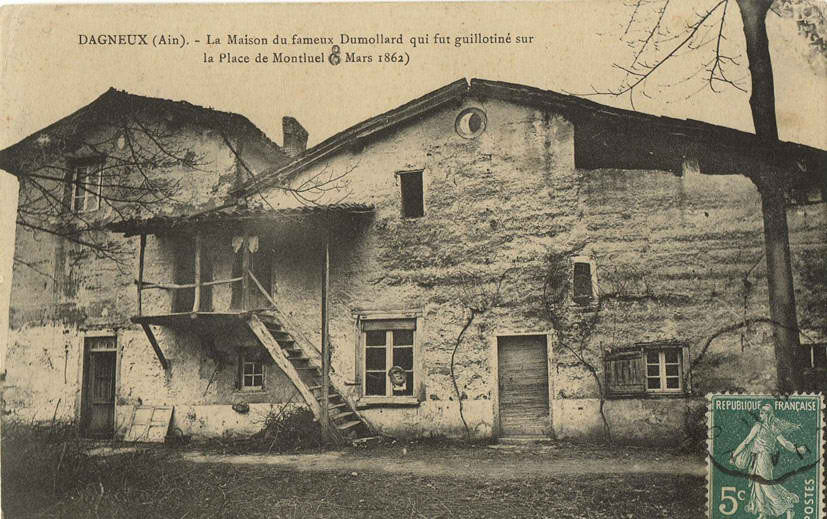
La maison des Dumollard, à Dagneux, en mars 1862.

- Martin Dumollard (1810 - 1862), tueur en série, a vécu à Dagneux avec sa femme et complice Marie-Anne Martinet. Il y sera arrêté, le 2 juin 1861, avant d'être jugé, puis guillotiné à Montluel.
- Claude-Antoine Dussort, peintre, est né et décédé dans la commune.